# Edmund Landau

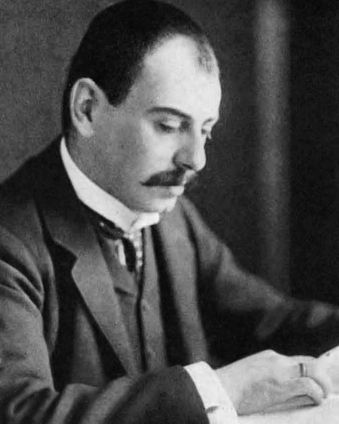
Edmund Landau (vor 1930)

Edmund Georg Hermann Landau (* 14. Februar 1877 in Berlin; † 19. Februar 1938 ebenda) war ein deutscher Mathematiker, der sich um die analytische Zahlentheorie verdient machte.

## Leben
Edmund Landau stammte aus einer großbürgerlichen assimilierten deutsch-jüdischen Familie. Sein Vater Leopold Landau war Gynäkologe und verstand sich sowohl als deutscher Patriot als auch als Zionist. Diese Anschauungen übertrug er auch auf seinen Sohn. Landau besuchte in Berlin das Französische Gymnasium. Schon zu Schulzeiten fiel seine außerordentliche mathematische Begabung auf. Er studierte an der Friedrich-Wilhelms-Universität zu Berlin, wo er 1899 bei Ferdinand Georg Frobenius über ein zahlentheoretisches Thema promovierte. 1901 habilitierte er sich bei Frobenius und lehrte bis 1908 als Privatdozent an der Berliner Universität. 1905 heiratete er Marianne Ehrlich, die Tochter des späteren Nobelpreisträgers Paul Ehrlich.
1909 nahm er einen Ruf nach Göttingen an, um die Nachfolge von Hermann Minkowski anzutreten. Dort wirkte er gleichberechtigt neben den hochrangigen Fachkollegen David Hilbert und Felix Klein. 1912 hielt er einen Plenarvortrag auf dem Internationalen Mathematikerkongress in Cambridge (Gelöste und ungelöste Probleme aus der Theorie der Primzahlverteilung und der Riemannschen Zetafunktion). Seit 1914 war er ordentliches Mitglied (und ab 1933 auswärtiges Mitglied) der Göttinger Akademie der Wissenschaften.
Landau praktizierte seinen jüdischen Glauben (er fügte seinen Vornamen später Yechezkel hinzu, nach einem bekannten Prager Rabbi unter seinen Vorfahren) und lernte für seine Rede bei der Eröffnung der Hebräischen Universität in Jerusalem 1925 Hebräisch. Er war 1927/28 ein Jahr Gastprofessor in Jerusalem. Landau engagierte sich sehr für die Gründung und Ausstattung der Hebräischen Universität und vermachte dieser in seinem Nachlass seine umfangreiche Bibliothek. Er war auch sehr wohlhabend – als ihn jemand nach dem Weg zu seinem Haus in Göttingen fragte, antwortete er, man könne es gar nicht verfehlen, es sei das schönste Haus der Stadt.
1921 war er Vorsitzender der Deutschen Mathematiker-Vereinigung; im selben Jahr wurde er auch zum Mitglied der Deutschen Akademie der Naturforscher Leopoldina sowie zum auswärtigen Mitglied der Königlich Dänischen Akademie der Wissenschaften gewählt. 1924 wurde er Ehrenmitglied der London Mathematical Society sowie korrespondierendes Mitglied der Preußischen Akademie der Wissenschaften. Seit 1924 war er außerdem korrespondierendes und seit 1932 Ehrenmitglied der damaligen Sowjetischen Akademie der Wissenschaften.
Landau nahm die Bedrohung durch die Nationalsozialisten lange nicht ernst. Als ihm sein Freund Fritz Rathenau, ein Cousin von Walther Rathenau, 1932 von Plänen für Konzentrationslagern für Juden erzählte, meinte er, in diesem Fall würde er sich ein Zimmer mit Balkon und Ausblick nach Süden sichern. 1933 wurde er von nationalsozialistischen Studenten boykottiert (geführt von Oswald Teichmüller) und 1934 infolge des Gesetzes zur Wiederherstellung des Berufsbeamtentums in den vorzeitigen Ruhestand versetzt. Bis zu seinem Tod lehrte er nur noch sporadisch in Brüssel und Cambridge.
Zu Landaus Schülern gehörten Harald Bohr, Dunham Jackson, Paul Bernays, Detlef Cauer, Werner Schmeidler, Adolf Hammerstein, Alexander Ostrowski, Carl Ludwig Siegel, Gustav Doetsch, Erich Kamke, Werner Rogosinski, Arnold Walfisz und Hans Heilbronn.
Landau war mit Marianne geb. Ehrlich verheiratet. Das Paar hatte drei Kinder: Charlotte (* 1907), Susanne (* 1908) und Matthias (* 1911).
Er starb in seinem Haus in der Tannenbergallee 22a in Berlin-Charlottenburg.

## Persönlichkeit und wissenschaftliches Werk

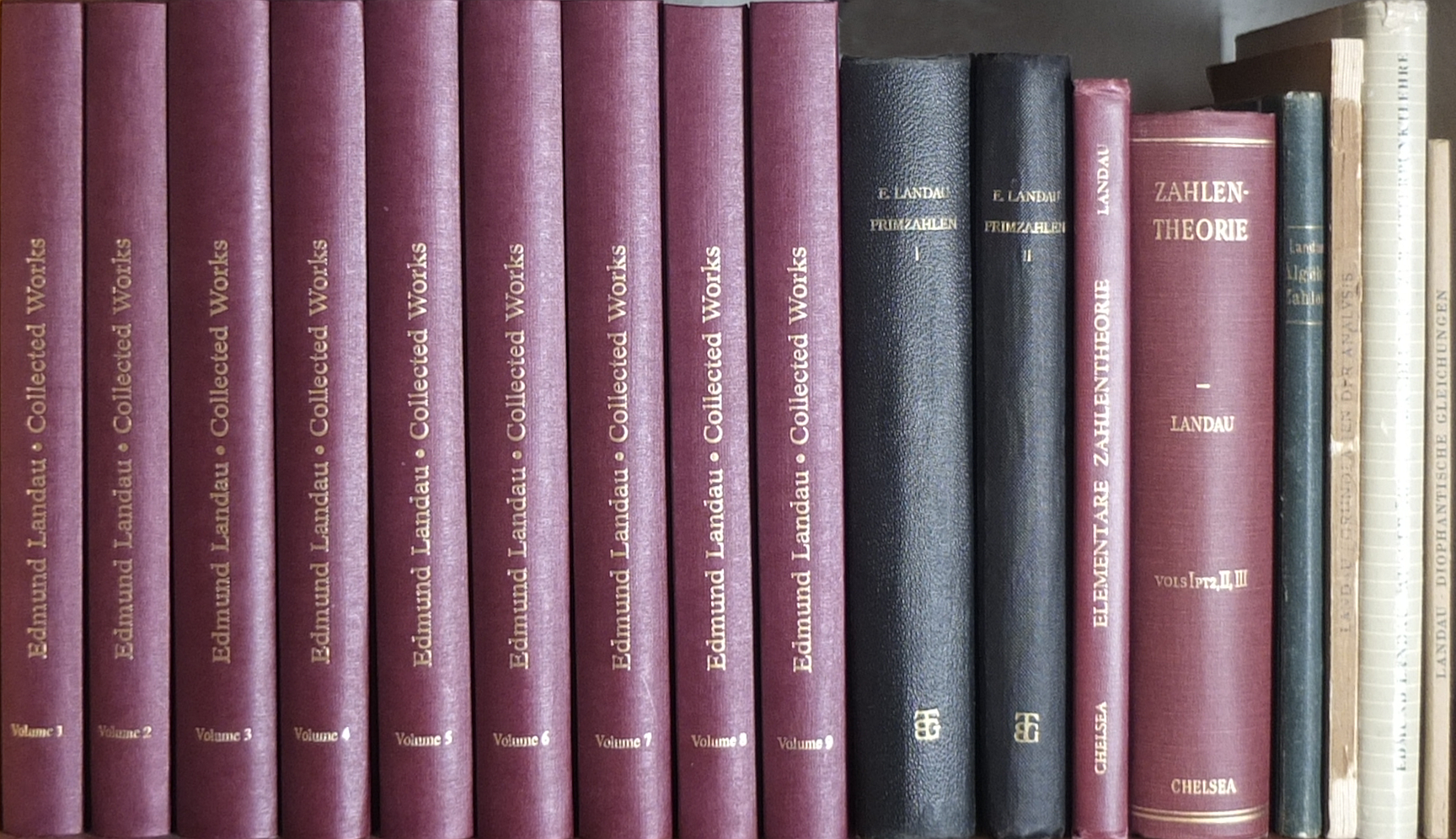
Bücher von Edmund Landau: seine Artikel in 9 Bänden, die zwei Bände über Primzahlverteilung, die drei Bände über Zahlentheorie in der Chelsea-Ausgabe, das Buch über algebraische Zahlen von 1918, die Grundlagen der Analysis und die beiden von Arnold Walfisz herausgegebenen Reprints zur Gitterpunktlehre und zu diophantischen Gleichungen.

Landau galt als sehr engagierter und guter Lehrer. Er war bekannt dafür, die höchsten Ansprüche an sich selbst und seine Studenten zu stellen. Seine Bücher waren in einem trockenen lakonischen Stil verfasst („Landau-Stil“), der jedoch nicht des Humors entbehrte. Landau war die Personifikation eines „reinen“ Mathematikers, der jede angewandte Mathematik naserümpfend von sich wies. Selbst die Geometrie galt ihm als zu sehr der Anwendung verhaftet, so dass er sie aus seinem Arbeitsbereich ausklammerte. Sein Hauptarbeitsgebiet war die analytische Zahlentheorie. Unter anderem gelang ihm eine Vereinfachung der vorliegenden Beweise des Primzahlsatzes und seine Verallgemeinerung auf algebraische Zahlkörper. Landaus Vorlesungen und Veröffentlichungen waren Kunstwerke der mathematisch knappen und exakten Beweisführung (in der Art „Definition: ... Satz: … Beweis: …, Definition: ...  Satz: … Beweis: …“), die jede Form der Erklärung und Erläuterung zur Motivation ausließen. Dies galt vor allem für seine Grundlagen der Analysis. Das machte seinen Hörern und Lesern das Verständnis jedoch nicht gerade leicht. Als Hilbert 1938 vom Tod Landaus erfuhr, soll er in Hinblick auf diese Strenge und Exaktheit gesagt haben: „Er war der Pflichttreueste von uns allen“.
Seine Bücher über Zahlentheorie, insbesondere die Lehre von der Verteilung der Primzahlen (1909), galten als Standardwerke.
Als ein Vertreter der „reinen Mathematik“ war Landau in der Göttinger Fakultät jedoch zunehmend isoliert, nachdem sich seine Kollegen (insbesondere Hilbert, Courant, Born) immer stärker für die mathematischen Probleme in der Theoretischen Physik, insbesondere in der Quantenphysik und Relativitätstheorie zu interessieren begannen.
Landau galt als nicht einfache Persönlichkeit. Sein erhebliches Selbstbewusstsein wurde von anderen häufig als Arroganz empfunden. Nachdem er einmal Doktorarbeiten aus dem Institut von Ludwig Prandtl, immerhin eines weltberühmten Strömungsmechanikers und Aerodynamikers, in die Hand bekommen hatte, bezeichnete er fortan derartige Arbeiten, die sich mit Fragen der Anwendung befassten, nur noch ironisch-despektierlich als „Schmieröl“ und die zugehörige Wissenschaft als „Schmieröl-Mathematik“.
Zu der Doktorarbeit von Maria-Pia Geppert, die 1932 in der Mathematischen Zeitschrift erschien, schrieb er im Folgejahr einen kritischen Artikel, der aus mehr als zwanzig Anmerkungen zu ihrer Arbeit besteht. Andererseits lobte Landau nicht-strenge Beweisversuche anderer Mathematiker und entwickelte sie weiter, so zum Beispiel die Arbeiten von Ernst Pfeiffer und Adolf Piltz.

## Landau-Probleme
In seinem auf dem Internationalen Mathematikerkongress 1912 in Cambridge gehaltenen Vortrag zählte Landau vier als „Fragen mit präzisem Wortlaut“ formulierte Vermutungen aus der Theorie der Primzahlen auf, die seiner Ansicht nach beim damaligen Stand der mathematischen Wissenschaft nicht angreifbar waren und nach wie vor ungelöst sind, heute als Landau-Probleme bekannt:
(1) „Stellt die Funktion {\displaystyle u^{2}+1} für ganzzahliges {\displaystyle u} unendlich viele Primzahlen dar?“ (Landau-Vermutung)
(2) „Hat die Gleichung {\displaystyle m=p+p'} für jedes gerade {\displaystyle m>2} eine Lösung in den Primzahlen?“ (Goldbachsche Vermutung)
(3) „Hat die Gleichung {\displaystyle 2=p-p'} unendlich viele Lösungen in Primzahlen?“ (Primzahlzwillings-Vermutung)
(4) „Liegt zwischen {\displaystyle n^{2}} und {\displaystyle (n+1)^{2}} für alle positiven ganzen {\displaystyle n} mindestens eine Primzahl?“ (Legendresche Vermutung)

## Schriften
- Collected Works, 9 Bände. Thales, Essen ab 1979 (Herausgeber L. Mirsky u. a.)
- Neuer Beweis der Gleichung {\displaystyle \textstyle \sum \limits _{k=1}^{\infty }{\frac {\mu (k)}{k}}\,=\,0}, Berlin 1899 (Inaugural-Dissertation; {\displaystyle \mu } ist die Möbiusfunktion; mit lateinischem Lebenslauf bis 1899; beim GDZ; im Internet-Archiv).
- Handbuch der Lehre von der Verteilung der Primzahlen. 2 Bände. Teubner, Leipzig 1909 (mit historischer Übersicht; bei der Universität Michigan: Band 1, 2; im Internet-Archiv: Band 1, 2, 2), Nachdruck New York, Chelsea Publ. 1974.
- Darstellung und Begründung einiger neuerer Ergebnisse der Funktionentheorie. Springer, Berlin 1916 (im Internet-Archiv).
- Einführung in die elementare und analytische Theorie der algebraischen Zahlen und der Ideale. Teubner, Leipzig 1918 (im Internet-Archiv).
- Vorlesungen über Zahlentheorie. 3 Bände. Hirzel, Leipzig 1927 (englische Rezension), Reprint New York, Chelsea Publ. 1955.
- Grundlagen der Analysis. (Das Rechnen mit ganzen, rationalen, irrationalen, komplexen Zahlen). Akademische Verlagsgesellschaft, Leipzig 1930 (bei Scribd), Nachdruck New York, Chelsea Publ. 1965 und Wissenschaftliche Buchgesellschaft, Darmstadt 1963.
- Einführung in die Differential- und Integralrechnung. Noordhoff 1934 (englische Übersetzung: Differential and Integral Calculus, Oxford University Press 2001).
- Über einige neuere Fortschritte der additiven Zahlentheorie. Cambridge University Press, London 1937 (englische Rezension).
- Diophantische Gleichungen mit endlich vielen Lösungen (= Hochschulbücher für Mathematik. Band 44). Deutscher Verlag der Wissenschaften, Berlin 1959.
- Ausgewählte Abhandlungen zur Gitterpunktlehre. Deutscher Verlag der Wissenschaften, Berlin 1962.